# Fairland (Maryland)
Fairland é uma Região censo-designada localizada no estado americano de Maryland, no Condado de Montgomery.

## Demografia
Segundo o censo americano de 2000, a sua população era de 21.738 habitantes.

## Geografia
De acordo com o United States Census Bureau tem uma área de 12,9 km², dos quais 12,9 km² cobertos por terra e 0,0 km² cobertos por água.

## Localidades na vizinhança
O diagrama seguinte representa as localidades num raio de 8 km ao redor de Fairland.